# Sam Sniderman
Sam Sniderman CM (né le 15 juin 1920 – mort le 23 septembre 2012) est un homme d'affaires canadien, fondateur de la firme Sam the Record Man, détaillant de disques. Il est aussi à l'origine de la création des prix Juno.